# Талмуд, Израиль Львович
Израиль Львович Талмуд (25.11.1902 год, Елисаветград, Российская империя — 1998, Москва) — советский инженер-химик. Лауреат Ленинской премии 1957 года.
Родился в городе Елисаветград Херсонской губернии. Брат Давида Талмуда.
В 1927 году окончил Одесский химический институт.
Работал на различных инженерных и руководящих должностях:
- 1927—1931 в Одессе на суперфосфатном заводе (с 1930 года — заместитель главного инженера).
- 1933—1935 в тресте «Апатит»,
- 1935—1940 в НК топливной промышленности,
- 1940—1950 в наркомате (министерстве) цветной металлургии.

В 1951—1960 директор Волховского алюминиевого завода. В 1961—1980 гл. специалист по цветной металлургии в Госкомитете СМ СССР по координации научно-исследовательских работ.

## Награды
- Ленинская премия (1957) — за руководство разработкой и промышленным освоением метода комплексной переработки нефелинового сырья на глинозём, сопродукты и цемент.
- Премия СМ СССР (1981).